# 望月太郎 (実業家)
望月 太郎（もちづき たろう、1908年（明治41年）2月 - 1941年（昭和16年）3月18日）は、日本の実業家。東邦採鉱常務取締役。九曜社取締役。

## 人物
東京府・望月軍四郎の長男。望月玉三の兄。1930年、慶應義塾大学経済学部卒業。横浜正金銀行員として神戸支店に勤務し、また欧米各国を視察歴遊した。
趣味は読書、スポーツ。宗教は仏教。住所は東京市渋谷区常磐松町、赤坂区青山南町。東京府在籍。

## 家族・親族
望月家
- 父・軍四郎（1879年 - 1940年、静岡県富士郡大宮町出身、九曜社社長）
- 母・こう（1889年 - ?、東京、田中彌吉の姪、九曜社取締役）[4]
- 妻・一枝（1914年 - ?、東京、鈴木六郎の長女）[1][3]
- 長男・慶行（資産家、1941年に家督を相続、住所は東京市麻布区笄町）[4]